# Lágrimas negras (película)
Lágrimas negras es una película española dirigida por los cineastas Ricardo Franco y Fernando Bauluz en el año 1998 pero estrenada de forma póstuma en 1999.
Es la última película del cineasta español Ricardo Franco, que falleció en 1998 cuando la película estaba ya muy avanzada. Fernando Bauluz finalizó el filme, que vería la luz de forma póstuma en el año 1999.

## Argumento
Mientras vuelve a casa, después de despedirse de su novia Alicia, Andrés es atracado por dos mujeres. Cuando, algún tiempo después, se encuentra con una de ellas, Isabel, una joven desequilibrada de familia acomodada, surge en Andrés una obsesión incontrolable, que imprime a su vida un giro inesperado que lo conducirá a abandonar todo lo que posee.
- Datos: Q51881515